# 死にながら生きたい
『死にながら生きたい』（しにながらいきたい）は、2019年2月20日、ビーイングから発売される焚吐の2枚目のアルバム。

## 解説
本作は、自身の誕生日に発売される。
焚吐は本作について「何もかもがチグハグな世界を恨み、同時に愛して止まない"矛盾人間"代表として、僕はこの爆弾を作りました」と、コメントしている。

## 収録曲
全作詞・作曲：焚吐（特記以外）
1. 天使の寿命
編曲：高田翼
2. 量産型ティーン
編曲：薮崎太郎
3. 見切り発車
編曲：ケンカイヨシ
4. ナンバーツー
編曲：Loyly Lewis
5. シュレディンガー
編曲：nishi-ken
6. 愛、愛、愛、愛、そして愛
編曲：KOUICHI
7. 普通の人
編曲：ケンカイヨシ
8. 魔法使い
編曲：鮎京春輝
9. トリミング・トリミング
編曲：Ra-U
10. 死、予約します
編曲：Ra-U
11. 予測可能回避可能
編曲：Ra-U
12. だって全部僕だから
編曲：KOUICHI
13. シャボン王子と無間地獄
編曲：ササノマリイ
14. 朦朧（iTunes盤ボーナストラック）
編曲：Loyly Lewis

### 初回限定版DVD
1. 「焚吐 3周年記念ライブ 〜リ・リ・リボーン〜」Live
  1. オールカテゴライズ
  2. 青い疾走
  3. 人生は名状し難い
作詞・作曲：Neru
  4. ハイパールーキー
作曲：宮崎諒
  5. 魔法使い
  6. 彼方の明日
  7. 量産型ティーン
2. 量産型ティーン（MV）